# الصف (فلم)
الصف (بالفرنسية: Entre les murs) هو فيلم دراما فرنسي من إخراج لوران كانتيه سنة 2008، وبطولة فرانسوا بيغودو.
الفيلم مستوحى من كتاب يحمل نفس عنوان الفيلم أُصدر سنة 2006، وقد استوحى كاتبه الأحداث من الفترة التي قضاها بالتدريس في إحدى مدارس باريس.
حصل الفيلم على جائزة السعفة الذهبية في مهرجان كان السينمائي 2008، مما يجعله أول فيلم فرنسي يفوز بالجائزة منذ عام 1987، كما تم ترشيح الفيلم لجائزة الأوسكار لأفضل فيلم بلغة أجنبية.

## القصة
تدور أحداث الفيلم حول المدرس (فرانسوا مارين) وزملائه الذين يستعدون لسنة دراسية جديدة في مدرسة داخلية داخل المدينة المختلطة عرقيا في (باريس). يحاول الأساتذة كل بطريقته إيجاد الطريقة المثلى للتعامل مع طلابهم، فكل منهم رأيه الخاص في الطلاب وكيفية إثابتهم وعقابهم، عمر طلاب (مارين) هذا العام لا يختلف عن السنوات السابقة، على الرغم من أن الأسماء والوجوه تغيرت، ويحاول (مارين) التواصل مع طلابه، أحيانا ينجح في ذلك، وأحيانا تكون النتائج عكس رغبته.

## روابط خارجية
- مقالات تستعمل روابط فنية بلا صلة مع ويكي بيانات